# マニュス・バクステット

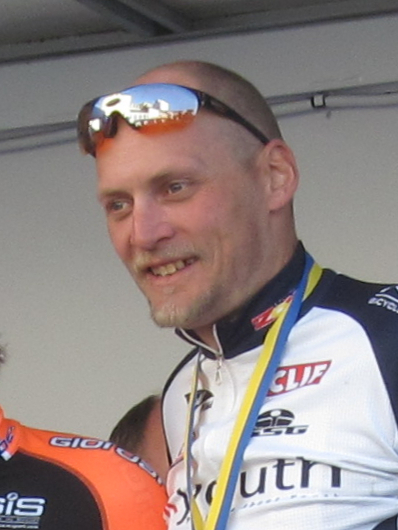
Magnus Bäckstedt

マニュス・バクステット（Magnus Bäckstedt, 1975年1月30日 - ）は、スウェーデン・リンシェーピング出身の自転車競技のプロロードレース選手。1996年プロデビュー。193cm・94kgというロードレーサーにおいては規格外とも言える体格から「巨人」の愛称で呼ばれる。マニュス・バクステッドという表記も多い。

## 経歴
アマチュア時代の1993年にスウェーデン国内選手権のロードレース・ジュニア部門を全て制覇（個人ロード、個人タイムトライアル、チームタイムトライアル）するという驚異的な記録を残して、1996年にコルストロップ・パルマンスでプロデビューした。
そして1998年に初出場したツール・ド・フランスの第19ステージで優勝。さらに1999年のツアー・ダウンアンダーでは総合3位に入った。
以後しばらく特別目立った成績を残せない時期が続いたが、2002年にスウェーデン選手権の個人ロード部門で優勝。翌2003年にはジロ・デ・イタリアでインテルジロ賞を獲得。さらにスウェーデン選手権では個人タイムトライアル部門優勝、個人ロード部門2位という活躍を見せた。
そして2004年はヘント〜ウェヴェルヘムで2位に入り、その後のパリ〜ルーベではトリスタン・ホフマン、ロジャー・ハモンド、ファビアン・カンチェラーラとの4人のスプリント争いを制し、6時間40分26秒のタイムで優勝。1998年のツール・ド・フランスステージ優勝に続いて、2つ目となるビッグタイトルを獲得した。
2007年にはスウェーデン選手権の個人ロード部門で2回目の優勝。2008年 からはアメリカのプロコンチームであるスリップストリームチームに移籍したが、2月のツアー・オブ・カタールで落車して鎖骨を骨折。春のクラシックシーズンを棒に振った。しかし同年のジロ・デ・イタリアでは第1ステージのチームタイムトライアル制覇に貢献した。

## 主な成績

### グランツール
- ジロ・デ・イタリア　インテルジロ賞（2003年）

- ツール・ド・フランス1勝（1998年）
- ジロ・デ・イタリア1勝（2008年）　※チームTTによるもの

### ワンデーレース
- スウェーデン選手権・個人ロードレース　優勝（2002年、2007年）
- スウェーデン選手権・個人タイムトライアル　優勝（2003年）

- パリ～ルーベ　優勝（2004年）